# Lichtentanne (Kasendorf)

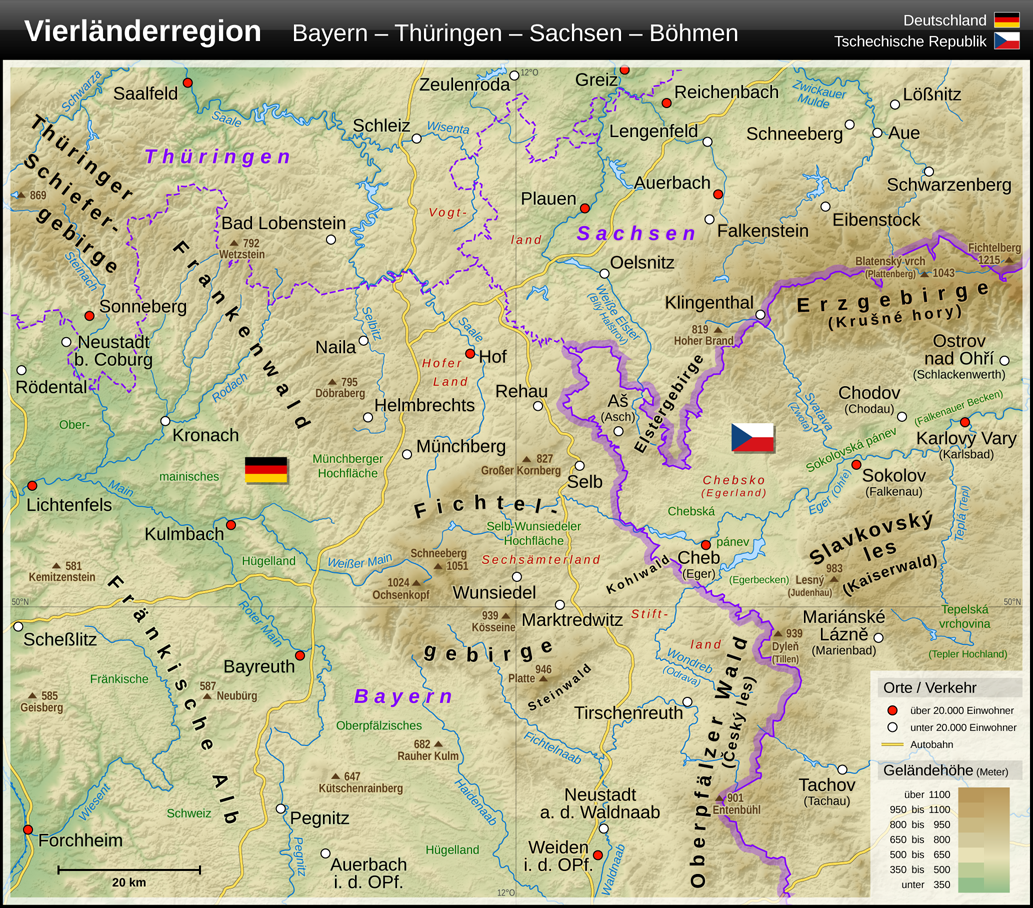
Nordost-Oberfranken

Lichtentanne ist ein Gemeindeteil des Marktes Kasendorf im Landkreis Kulmbach (Oberfranken, Bayern). Lichtentanne liegt in der Gemarkung Peesten.

## Geografie
Der Weiler Lichtentanne liegt einen halben Kilometer südöstlich des Oberlaufs des Proßer Baches, der im Nordosten von Oberfranken entspringt und ein linker Zufluss des Roten Mains ist. Die Nachbarorte von Lichtentanne sind Proß im Nordosten, Rother Hügel im Osten, Krumme Fohre im Südosten, Peesten im Westen und Dörnhof im Nordwesten. Der Weiler ist von dem vier Kilometer entfernten Kasendorf aus zunächst über die Staatsstraße 2190 und danach über die Kreisstraße KU 31 sowie eine kurze Anliegerstraße erreichbar.

## Geschichte
Bis zur Gebietsreform in Bayern war Lichtentanne ein Gemeindeteil der Gemeinde Peesten im Altlandkreis Kulmbach. Die Gemeinde Peesten hatte 1970 insgesamt 317 Einwohner, davon 46 in Lichtentanne. Als die Gemeinde Peesten mit der Gebietsreform am 1. Juli 1976 aufgelöst wurde, wurde Lichtentanne zu einem Gemeindeteil des Marktes Kasendorf.